# 张可欣 (自由式滑雪运动员)
张可欣（2002年6月5日—）出生于黑龙江省哈尔滨市，是一名中国女子自由式滑雪运动员，主攻U型池。她在小学四年级时被教练发掘，开始练习滑雪，第一次接触滑雪便表现不错。2017年2月，她在美国加利福尼亚州猛犸象山完成了个人的世界杯分站赛首秀。2017-18赛季，她在世界杯分站赛美国铜山站上获得铜牌，职业生涯首次获得世界杯分站赛奖牌，12月，她又在世界杯分站赛河北张家口崇礼站上夺得冠军，成为首位获得自由式滑雪U型池项目世界杯分站赛冠军的中国选手。她還是2024-2025赛季国际雪联自由式滑雪U型场地技巧世界杯新西兰卡德罗纳站决赛的亚军。